# Shivaitische Manuskripte von Pondicherry

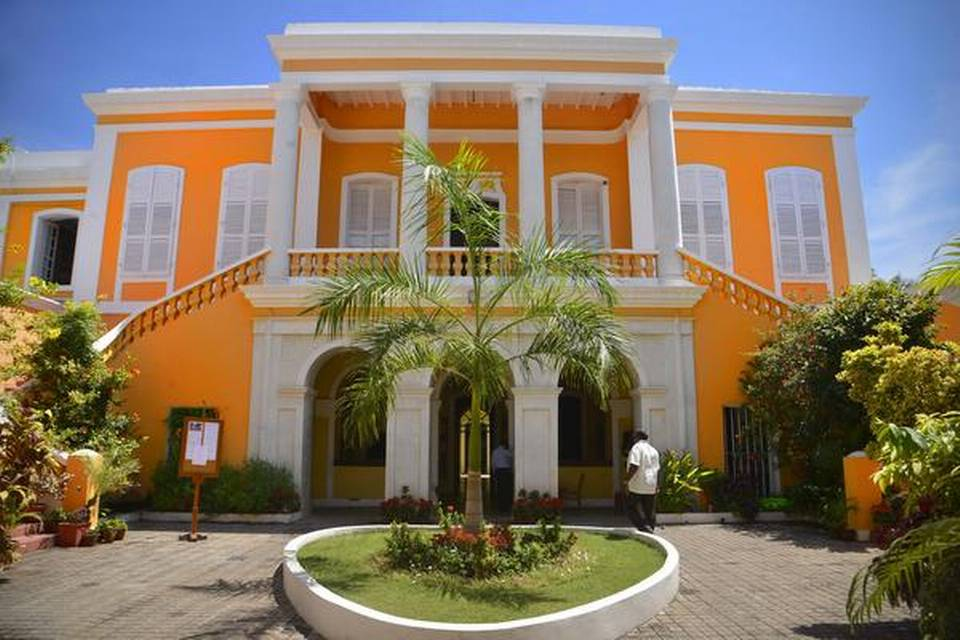
Das Institut Français de Pondichéry (IFP)

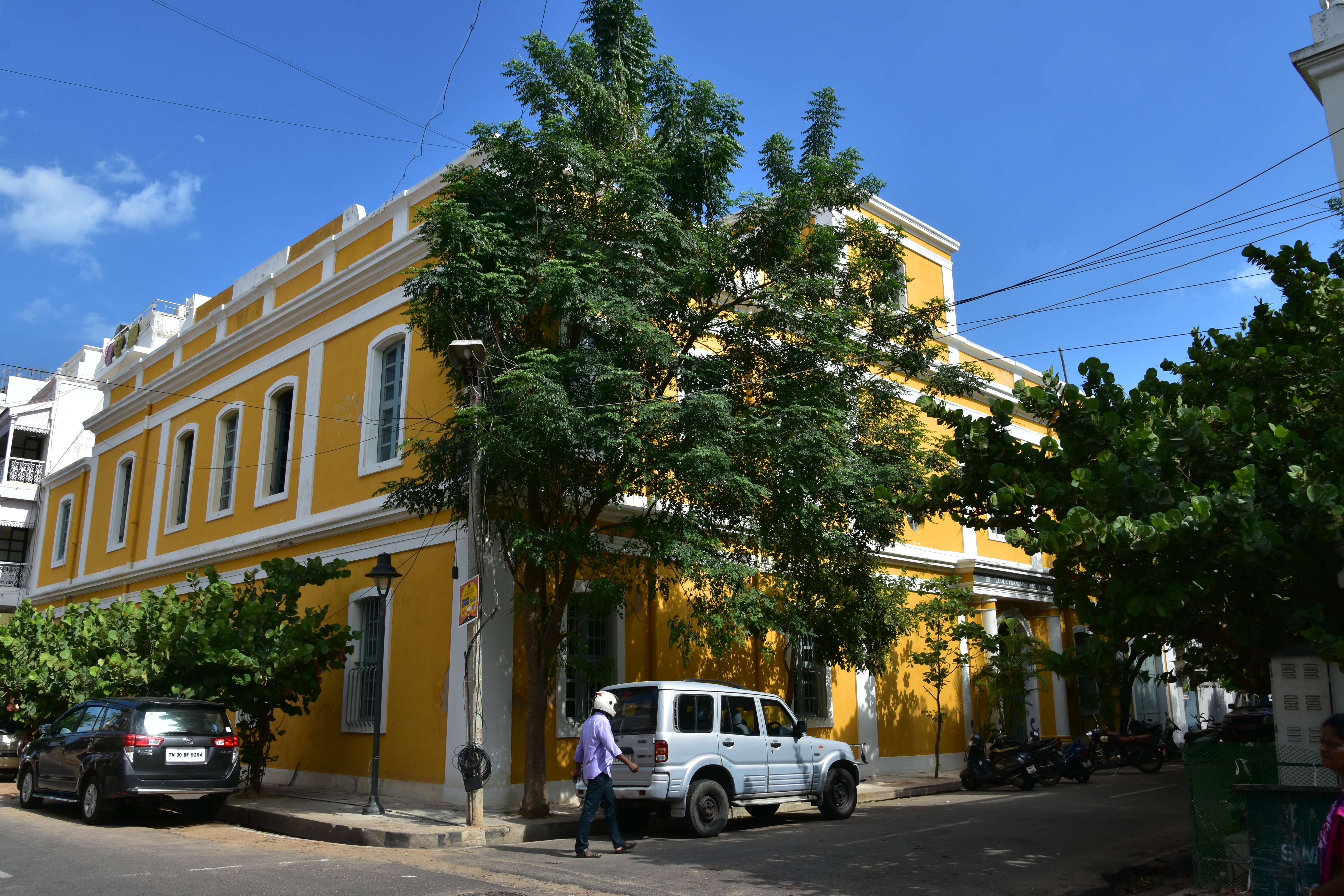
Die École française d’Extrême-Orient (EFEO) in Pondicherry

Die shivaitischen Manuskripte von Pondicherry sind eine Handschriftensammlung in der indischen Stadt Pondicherry (Puducherry). Sie umfasst mehr als 11.000 Handschriften (größtenteils Palmblattmanuskripte), die hauptsächlich shivaitische Texte enthalten. Die Sammlung wird von zwei französischen Forschungsinstituten, dem Institut Français de Pondichéry (IFP) sowie der örtlichen Zweigstelle der École française d’Extrême-Orient (EFEO), aufbewahrt. Seit 2005 gehört sie zum UNESCO-Weltdokumentenerbe.

## Geschichte
Die Sammlung in Pondicherry wurde 1955 von dem Indologen Jean Filliozat, dem Gründungsdirektor des IFP, der gleichzeitig auch Direktor der EFEO war, initiiert. Seine Motivation war, Quellen für die Erforschung der bislang von der Wissenschaft vernachlässigten religiös-philosophischen Tradition des Shaiva Siddhanta zu erschließen. Die Manuskripte wurden hauptsächlich unter der Ägide von Pandit N. R. Bhatt, einem Mitarbeiter der EFEO, aus verschiedenen Privatsammlungen von Tempeln, Priestern und Klöstern im südindischen Bundesstaat Tamil Nadu zusammengetragen. Der Fokus der Sammeltätigkeit lag auf shivaitischen Handschriften, doch wurden vielfach ganze Sammlungen aufgekauft, die auch anderes Material enthielten. Soweit die Besitzer nicht bereit waren, ihre Manuskripte abzugeben, wurden Papiertranskripte erstellt. Die aktive Sammeltätigkeit endete in den 1990er Jahren.
Die Katalogisierung der Manuskripte ist nach wie vor in Arbeit. Zwischen 1986 und 2002 erschienen vier Bände eines deskriptiven Katalogs, in denen 475 der IFP-Manuskripte beschrieben werden. Parallel dazu begann 1999 die Arbeit an einer Datenbank, die die Kataloginformationen mit Digitalisaten der Manuskripte verknüpft.

## Die Sammlung

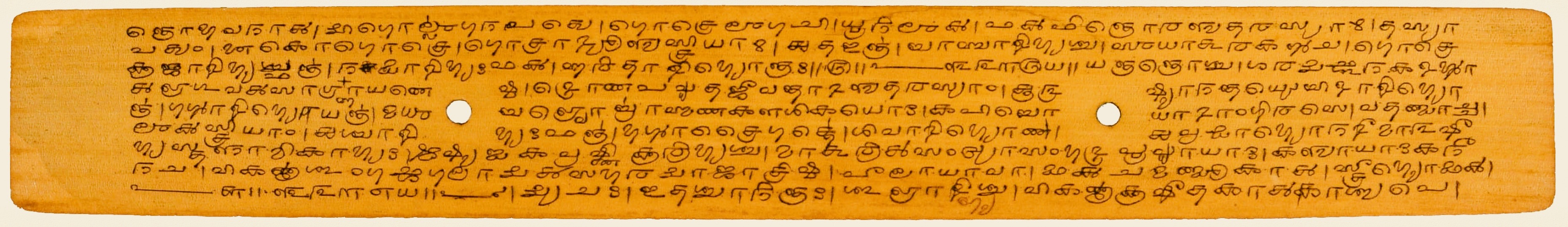
Eine Seite aus einem Palmblattmanuskript von Paninis Ashtadhyayi in Grantha-Schrift aus der Sammlung der EFEO

Der größte Teil der Sammlung – 8187 Palmblattmanuskripte, 360 Papierhandschriften sowie 1144 moderne Transkripte (Abschriften von Palmblattmanuskripten auf Papier) – befindet sich im IFP. Diese Manuskripte wurden in verschiedenen Teilen Tamil Nadus gesammelt. In der EFEO werden 1662 Palmblattmanuskripte aufbewahrt, die alle aus einer einzigen Sammlung aus dem Ort Alwarthirunagari im äußersten Süden Indiens (Distrikt Tirunelveli) stammen. Die in den Handschriften enthaltenen Texte sind auf Sanskrit, Tamil und Manipravalam (einer Mischsprache aus Tamil und Sanskrit) verfasst. Die meisten Sanskrit-Manuskripte verwenden die Grantha-Schrift, einige auch die Malayalam-, Telugu-, Nandinagari-, Oriya- oder Tulu-Schrift. Die Papiertranskripte sind in Devanagari verfasst.
Der größte Teil der Manuskripte in der IFP-Sammlung beschäftigt sich mit dem Shivaismus, also der Strömung des Hinduismus, in der der Gott Shiva die wichtigste Rolle spielt. Sie enthalten kanonische Schriften (Tantras und Agamas), Ritualhandbücher, ebenso wie religiöse Hymnen (Stotras) und Ortslegenden (Mahatmyas). Insbesondere beherbergt die IFP die weltweit größte Sammlung von Manuskripten der religiös-philosophischen Schule des Shaiva Siddhanta. Ein großer Teil dieser Texte ist bislang unveröffentlicht. Die kleinere Sammlung an der EFEO enthält dagegen größtenteils vishnuitische Manuskripte, gehört also der Tradition des Hinduismus an, in der die Verehrung des Gottes Vishnu im Mittelpunkt steht. Daneben enthalten beide Sammlungen auch Handschriften anderer Texte, darunter der Puranas, der Veden, des Ramayana, astrologischer und medizinischer Texte sowie literarischer Werke.
Da Palmblattmanuskripte in Südindien aufgrund der klimatischen Bedingungen allgemein kein hohes Alter erreichen, sind auch die shivaitischen Manuskripte von Pondicherry relativ rezenten Datums (wobei die in ihnen enthaltenen Texte älter sein können). Die meisten Manuskripte enthalten kein oder kein eindeutig bestimmbares Datum. Die ältesten der eindeutig datierbaren Manuskripte stammen aus dem späten 18. Jahrhundert. Der größte Teil der Handschriften wurde im 19. Jahrhundert angefertigt.